# Island Games 2025
Ten artykuł dotyczy przyszłego wydarzenia sportowego. Informacje w nim zawarte zmienią się w przyszłości.
Island Games 2025 – 20. edycja międzynarodowych igrzysk sportowych wysp, które odbędą się w dniach 12–18 lipca 2025 roku na Orkadach.

## Gospodarz
Orkady po raz pierwszy w historii będą gospodarzem Island Games. Szacuje się, że w wydarzeniu weźmie udział od 2 000 do 2 500 uczestników i gości, co czyni je największym wydarzeniem sportowym w historii Orkadów. Wyspy te należą do najmniejszych pod względem liczby ludności gospodarzy igrzysk. Ze względu na ograniczoną bazę noclegową pojawiły się obawy dotyczące kosztów podróży i standardu zakwaterowania, co może wpłynąć na liczbę uczestników.
Rada Orkadów powołała Gabrielle Barnby na stanowisko oficjalnego kronikarza igrzysk. Barnby zbiera teksty literackie od reprezentantów wysp, które zostaną zaprezentowane przez muzea Orkadów. Projekt ten ma na celu ukazanie różnorodności kulturowej i literackiej społeczności wyspiarskich.

## Rozgrywane dyscypliny
Sportowcy walczyli o medale igrzysk w 12 dyscyplinach.

- Bowls (szczegóły)

- Gimnastyka (szczegóły)
- Golf  (szczegóły)

- Kolarstwo (szczegóły)

- Lekkoatletyka  (szczegóły)
- Łucznictwo  (szczegóły)
- Pływanie  (szczegóły)
- Piłka nożna  (szczegóły)

- Squash  (szczegóły)

- Triathlon  (szczegóły)
- Żeglarstwo  (szczegóły)

## Wyspy  uczestniczące
- Alderney
- Anglesey
- Bermudy
- Falklandy
- Frøya
- Gibraltar
- Gotlandia
- Grenlandia
- Gozo
- Guernsey
- Hebrydy Zewnętrzne
- Hitra
- Jersey
- Kajmany
- Minorka
- Orkady
- Sarema
- Sark
- Szetlandy
- Wight
- Wyspa Man
- Wyspa Świętej Heleny
- Wyspy Alandzkie
- Wyspy Owcze

## Klasyfikacja medalowa
| Miejsce | Państwo | Złoto | Srebro | Brąz | Razem |
| ------- | ------- | ----- | ------ | ---- | ----- |